# گیلرمو بیلینگورست
گیلرمو بیلینگورست (انگلیسی: Guillermo Billinghurst؛ ۲۷ ژوئیه ۱۸۵۱ – ۲۸ ژوئن ۱۹۱۵) یک سیاست‌مدار اهل پرو و از سپتامبر ۱۹۱۲ تا فوریه ۱۹۱۴ رئیس‌جمهور این کشور بود.